# مجلس مدينة هلسنكي

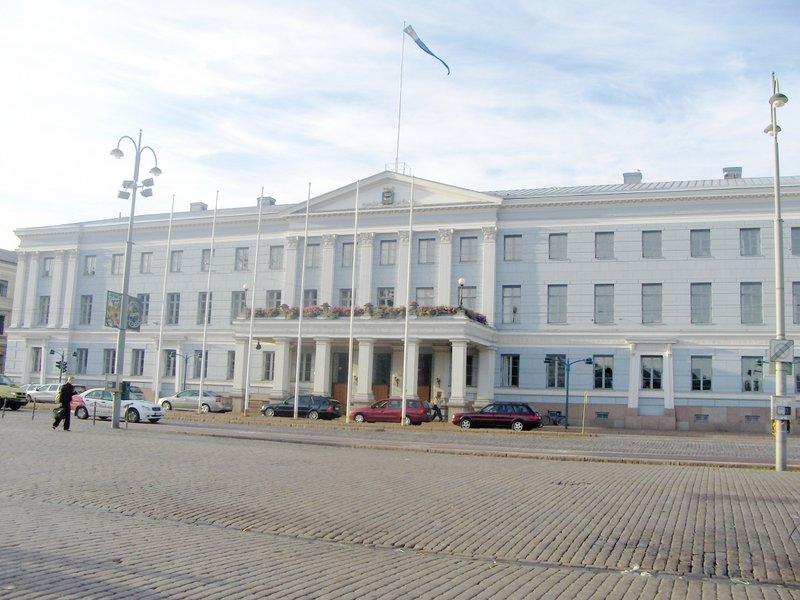
Helsingin kaupungintalo

مجلس مدينة هلسنكي هو أهم جهاز لصنع القرار في السياسة المحلية، كما هو الحال في جميع بلديات فنلندا، فيتعامل مع قضايا من قبيل التخطيط العمراني والمدارس والرعاية الصحية، والنقل العام. ويتم انتخاب أعضاء المجلس ال 85 كل ربع سنوات عبر انتخابات بلدية.
تقليدياً، كان حزب الائتلاف الوطني المحافظ (Kokoomus) أكبر الأحزاب في السياسة المحلية في هلسنكي، والحزب الاشتراكي الديمقراطي ثانيها. في انتخابات عام 2000، الرابطة الخضراء الذي تعد هلسنكي أقوى منطقة دعم له على الصعيد الوطني، حصل على مركز الحزب الثاني الأكثر شعبية. إلا أن الاشتراكيون الديموقراطيون في عام 2004 استعادوا هذه الموضعية. حالياً تمتلك هذه المجموعات الثلاث حوالي 75 ٪ من المقاعد. في انتخابات عام 2008، عاد الرابطة الخضراء ليتحصل على مركز ثاني أكبر حزب.
تحالف اليسار وحزب الشعب السويدي لديهما حوالي 7-8 ٪ من المقاعد. والأخير تراجع دعمه بشكل مطرد على مدى السنوات، ويرجع ذلك على الأرجح لتناقص نسبة المتكلمين السويدية في هلسنكي. رغم كونه حزب الوسط الفنلندي واحداً من الأحزاب الثلاثة الرئيسية في السياسة على الصعيد الوطني، إلا أنه لا يحضى سوى بالقليل من الدعم في هلسنكي كما هو الحال في معظم المدن الكبرى الأخرى.
‌